# ハナヒメ*アブソリュート!
『ハナヒメ*アブソリュート!』は、miraiより2016年8月26日に発売された18禁美少女アドベンチャーゲーム兼コマンド式バトルゲームである。
萌えゲーアワード2016ゲームデザイン賞金賞受賞作品。

## あらすじ
時代設定は2025年でプロゲーマーがスポーツ選手と同じように人気の世界で王子たちと姫たちの戦いを描くソーシャルゲームの 『クラウンハーツ』を巡り、戦いが繰り広げられる。

## システム
会話形式はアドベンチャーゲームの形式。メインは会話パートとバトルパートが交互に行われる。会話パートのMAP選択の選択に応じてシナリオ分岐するマルチエンディング方式。
途中にあるバトルゲームは「ティンクル☆くるせいだーす」のシステムを継承したものとなっている。（ブランド「mirai」は、「ティンクル☆くるせいだーす」のLilian（ぱじゃまソフト系列）から独立したブランドメーカーのため。バトル形式の説明は「ティンクル☆くるせいだーす」を参照の事）
また、バトルが苦手な人のためのオート方式の「アシスト機能」やバトルだけに専念できる「フリーバトルモード」も搭載されている。
サブキャラクターの鳳杏子・熊埜御堂 あやねは通常では攻略不可。ただし、無償で配布されている追加パッチを導入する事で杏子のストーリーが、「ハナヒメ*アプソリュート ビジュアルファンブック」（2017年3月発売、KADOKAWA出版）のおまけにあるコンテンツを導入することであやねのストーリーが別途独自に楽しめる方式となっている。

## 登場人物
愛内 虎春 （あいうち こはる）
身長：175cm 誕生日：8月31日
本作の主人公。
猫屋敷 メア （ねこやしき めあ）
声 - すもも
身長：160cm B87/ W57/ H87 誕生日：3月24日
虎春とは小学校から一緒の幼なじみで学生でトップクラスのプロゲーマー。
玲奈・リル・レーフェン （れいな りる れーふぇん）
声 - 秋山ななほ
身長：159cm B92/ W58/ H88 誕生日：4月23日
フランスの有名大手ゲームメーカーのご令嬢。
ポリーナ・ミーロヴナ・フォン・シュヴァルツァハーゼ
声 - 日三乃音
身長：152cm B73/ W53/ H76 誕生日：10月10日
虎春をリアルクラウンハーツへと導いた謎の少女。元はゲームのナビゲートキャラ。
愛内 陽良子 （あいうち ひよこ）
声 - 中井千里
身長：156cm B78/ W58/ H82 誕生日：7月5日
虎春の妹で、普段は強運の持ち主ではあるが、誕生日には大凶運が訪れる。
狼谷 イヴ （かみや いぶ）
声 - 実羽ゆうき
身長：162cm B90/ W59/ H88 誕生日：9月15日
将来はゲーム関係のライターを志望するルミナス学園の生徒会長。
鳳 杏子 （おおとり あんこ）
声 - 小鳥居夕花
身長：157cm B82/ W55/ H83 誕生日：1月16日
ミッション系の有名女子校に通うお嬢様。本籍は中国。
熊埜御堂 あやね （くまのみどう あやね）
声 - 鈴藤ここあ
身長：155cm B77/ W55/ H80 誕生日：11月4日
ネットアイドルとして活躍する陽良子の同級生で、虎春とも小学生の頃からの遊び友達。